# 桜川市立岩瀬東中学校
桜川市立岩瀬東中学校（さくらがわしりつ いわせひがしちゅうがっこう）は、茨城県桜川市磯部にある公立中学校。

## 概要
旧岩瀬町の北部、東部を学区とする中学校。羽黒小学校、南飯田小学校からの進学先である。部活の関係で岩瀬西中学校区から通う生徒もいる。

## 沿革
- 1947年（昭和22年）5月 - 新学制施行により東那珂村立東那珂中学校・北那珂村立北那珂中学校設置
- 1955年（昭和30年）4月 - 町村合併により岩瀬町立羽黒中学校・岩瀬町立桜丘中学校と改称
- 1970年（昭和45年）4月 - 統合により岩瀬町立東中学校と改称
- 1972年（昭和47年）11月 - 現校舎が竣工
- 2005年（平成17年）10月 - 町村合併により桜川市立岩瀬東中学校と改称

## 進路
3分の1ほどが市内の岩瀬日本大学高等学校に進学する。その他、水戸市、筑西市への進学が多い。

## 交通
- JR東日本水戸線 羽黒駅より徒歩約20分